# Байкур
Байкур — поселок в Ермишинском районе Рязанской области. Входит в Нарминское сельское поселение.

## География
Находится в северо-восточной части Рязанской области на расстоянии приблизительно 16 км на запад-северо-запад по прямой от районного центра поселка Ермишь.

## История
Поселок образован в 1930-х годах (изначально Лебяжий Бор) неподалёку от одноимённого лесного кордона. Здесь находились складские помещения заготзерна. В 1937 году поселок обрел новое название Байкурский кордон. Так он указан на карте 1941 года.

## Население
| 1981 | 1989 | 2004 | 2010 | 2011 | 2023 |
| ---- | ---- | ---- | ---- | ---- | ---- |
| 40   | ↘31  | ↘24  | ↘18  | ↘17  | ↘5   |

Численность населения: 23 человека в 2002 году (русские 100 %), 17 в 2010.